# In For A Penny
Az In For A Penny a nyugatnémet Arabesque együttes ötödik nagylemeze, amely 1981-ben jelent meg. Énekesnők: Sandra, Michaela és Jasmin. Az LP bizonyos országokban Billy’s Barbeque címmel jelent meg.

## A dalok

### A oldal
1. In For A Penny, In For A Pound 3.02
2. The Hero of My Life 3.49
3. Like A Shot in the Dark 3.46
4. Run the Show 3.18
5. Indio Boy 4.01

### B oldal
1. Billy's Barbeque 2.51
2. The Doctor Likes Music 2.58
3. The Rebels of Bounty 4.00
4. Let's Make A Night of It 3.33
5. I Stand by You 3.53

(Valamennyi dal a Jean Frankfurter – John Moering páros szerzeménye.)

## Közreműködők
- Producer: Wolfgang Mewes

## Legnagyobb slágerek
- In For A Penny, In For A Pound

NSZK: 1981-ben 10 hétig. Legmagasabb pozíció: 25. hely
- Indio Boy

NSZK: 1982-ben 2 hétig. Legmagasabb pozíció: 75. hely
- Billy's Barbeque

Japán: 1981-ben 11 hétig. Legmagasabb pozíció: 2. hely
- THe Rebels of Bounty
- Let's Make A Night of It

## Külső hivatkozások
- Dalszöveg: In For A Penny
- Dalszöveg: Indio Boy
- Dalszöveg: Billy’s Barbeque
- Dalszöveg: The Rebels of Bounty
- Dalszöveg: Let’s Make A Night Of It
- Dalszöveg: I Stand By You
- Videó: In For A Penny
- Videó: Billy's Barbeque
- Videó: Indio Boy